# Tennessee (Illinois)
Tennessee é uma vila localizada no estado americano de Illinois, no Condado de McDonough.

## Demografia
Segundo o censo americano de 2000, a sua população era de 144 habitantes.
Em 2006, foi estimada uma população de 134, um decréscimo de 10 (-6.9%).

## Geografia
De acordo com o United States Census Bureau tem uma área de
1,1 km², dos quais 1,1 km² cobertos por terra e 0,0 km² cobertos por água.

## Localidades na vizinhança
O diagrama seguinte representa as localidades num raio de 20 km ao redor de Tennessee.